# Arachis helodes
Arachis helodes é uma espécie de planta floral do gênero Arachis, da família das Dalbergieae, da subfamilia Faboideae. É uma espécie nativa de América do Sul, mais especificamente, do Brasil. Cresce no bioma tropical.
Foi descrita por Mart. ex Krapov. & Rigoni. A espécie aparece registada e publicada em Darwiniana 11: 451 (1958).